# Dendronephthya reticulata
Dendronephthya reticulata is een zachte koraalsoort uit de familie Nephtheidae. De koraalsoort komt uit het geslacht Dendronephthya. Dendronephthya reticulata werd in 1931 voor het eerst wetenschappelijk beschreven door Thomson & Dean. 